# 283 (tal)
283 är det naturliga talet som följer 282 och som följs av 284.

## Inom vetenskapen
- 283 Emma, en asteroid.

## Inom matematiken
- 283 är ett udda tal.
- 283 är ett primtal.